# Африканска футболна конфедерация
Африканската футболна конфедерация (на английски: Confederation of African Football (CAF); на френски: Confédération Africaine de Football; на арабски: الإتحاد الأفريقي لكرة القدم) е футболната конфедерация на страните от Африка.
Организацията администрира и контролира футболните структури на страните от континента. Основана на 10 февруари 1958 г. в Хартум, Судан. В началото седалището се намира в Хартум, но по-късно е преместено в Кайро, Египет. В настоящето си седалище в египетския град Мадинат ас-Садис мин Уктубар (в превод град 6 октомври) е от 2002 година. Настоящият председател на КАФ е Иса Хаятоу от Камерун, като това му е втори мандат.

## Списък на страните-членки
| - Алжир - Ангола - Бенин - Ботсвана - Буркина Фасо - Бурунди - Камерун - Кабо Верде - ЦАР - Чад - Коморски острови - Конго - ДР Конго - Джибути - Египет - Екваториална Гвинея - Еритрея - Етиопия - Габон - Гамбия - Гана - Гвинея - Гвинея-Бисау - Кот д'Ивоар - Кения - Лесото - Либерия | - Либия - Мадагаскар - Малави - Мали - Мавритания - Мавриций - Мароко - Мозамбик - Намибия - Нигер - Нигерия - Руанда - Сао Томе и Принсипи - Сенегал - Сейшели - Сиера Леоне - Сомалия - ЮАР - Судан - Южен Судан - Свазиленд - Танзания - Того - Тунис - Уганда - Замбия - Зимбабве |

### Участия на световни първенства
Последна актуализация: 26 юли 2021

- 7 - Камерун
- 6 - Нигерия
- 5 - Мароко, Тунис
- 4 - Алжир
- 3 - Кот д'Ивоар, Гана, ЮАР, Египет
- 2 - Сенегал
- 1 - Ангола, ДР Конго, Того